# Palacio de Justicia de La Plata
El Palacio de Justicia de La Plata es la sede de la Suprema Corte de Justicia de la Provincia de Buenos Aires, en la ciudad de La Plata (Argentina).

## Historia
Al fundarse la ciudad de La Plata en 1882, bajo el auspicio del Gobernador de la Provincia de Buenos Aires, Dr. Dardo Rocha (1881-1884), se establecieron etapas en la concreción de las obras necesarias para la puesta en marcha de la nueva ciudad. Así, se llamó a una serie de Concursos Internacionales de Arquitectura para el diseño de los edificios públicos de la nueva ciudad.
No fueron aceptados ninguno de los cinco estudios presentados para la Casa de Justicia, con lo cual se le pidió al arquitecto alemán Adolf Buttner (1849-1917) que proyecte los planos de la misma. El 2 de noviembre de 1883, a partir del trabajo de la empresa constructora de los Sres. Fiorini y Ferranti, comenzaron las obras. Aunque se desconoce la fecha precisa de su inauguración, hacia 1885 las obras estaban ya muy avanzadas.
Durante el gobierno del Dr. Manuel Fresco (1936-1940) se iniciaron los trabajos para la ampliación de sus alas, que ocupan las calles 14, 47 y 48, completando la manzana y creando un patio posterior similar al original.
Actualmente, los 1200 empleados que trabajan en el Palacio de la Justicia atienden a un público de 5000 personas por día. Para las autoridades gubernamentales la conservación de este edificio es de gran importancia, muestra de ello es que el 80% de la construcción mantiene su estado original.
Durante la década de 2000, el edificio vivió una serie de restauraciones progresivas, recuperando por partes su estado original. Primero, la restauración integral de la cúpula central, el rediseño de la explanada de acceso principal y la colocación de dos mástiles de acero inoxidable de importantes dimensiones. Luego, la recuperación de las cúpulas Este y Sur. A fines del año 2004, se adjudicó la obra de puesta en valor de la lucarna y plafón de vidrios de la caja de la escalera principal de acceso.

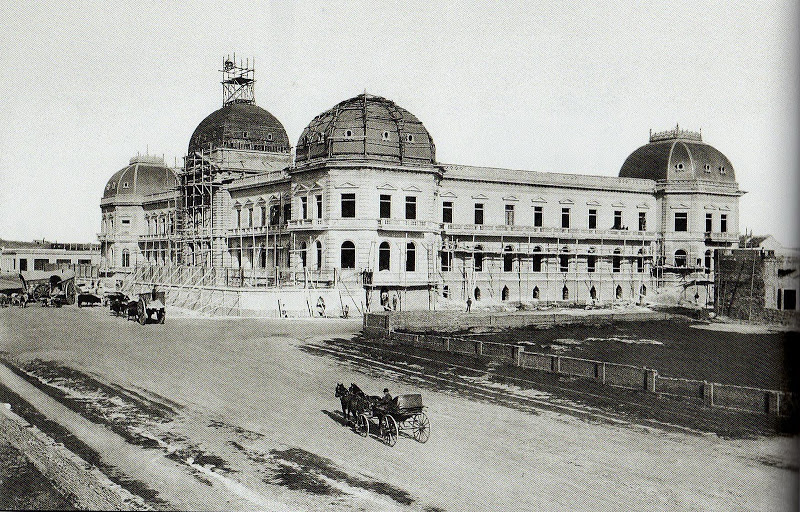
Construcción del Palacio de Justicia, en 1885.

## Arquitectura
El Palacio de Justicia ocupa una manzana completa con entrada por la Avenida 13, y laterales sobre las calles 47, 14 y 48. Sus jardines permanecen intactos, a diferencia de otros grandes edificios platenses de su misma época, como el Rectorado de la Universidad y el Banco de la Provincia, que se perdieron con ampliaciones modernas.
El edificio se ubica dentro del movimiento ecléctico, porque las formas estilísticas responden a la función del mismo. Por lo tanto, las líneas sobrias y severas del clasicismo francés y particularmente de la arquitectura oficial borbónica son las apropiadas para esta Casa de Justicia. 
Tiene una planta general rectangular con dos patios interiores que se alinean sobre el eje de las calles 47 y 48. Se puede describir la planta básica del edificio como un número 8, ya que la construcción toma todo el perímetro del terreno, y los dos patios están separados por un ala central que atraviesa la manzana.

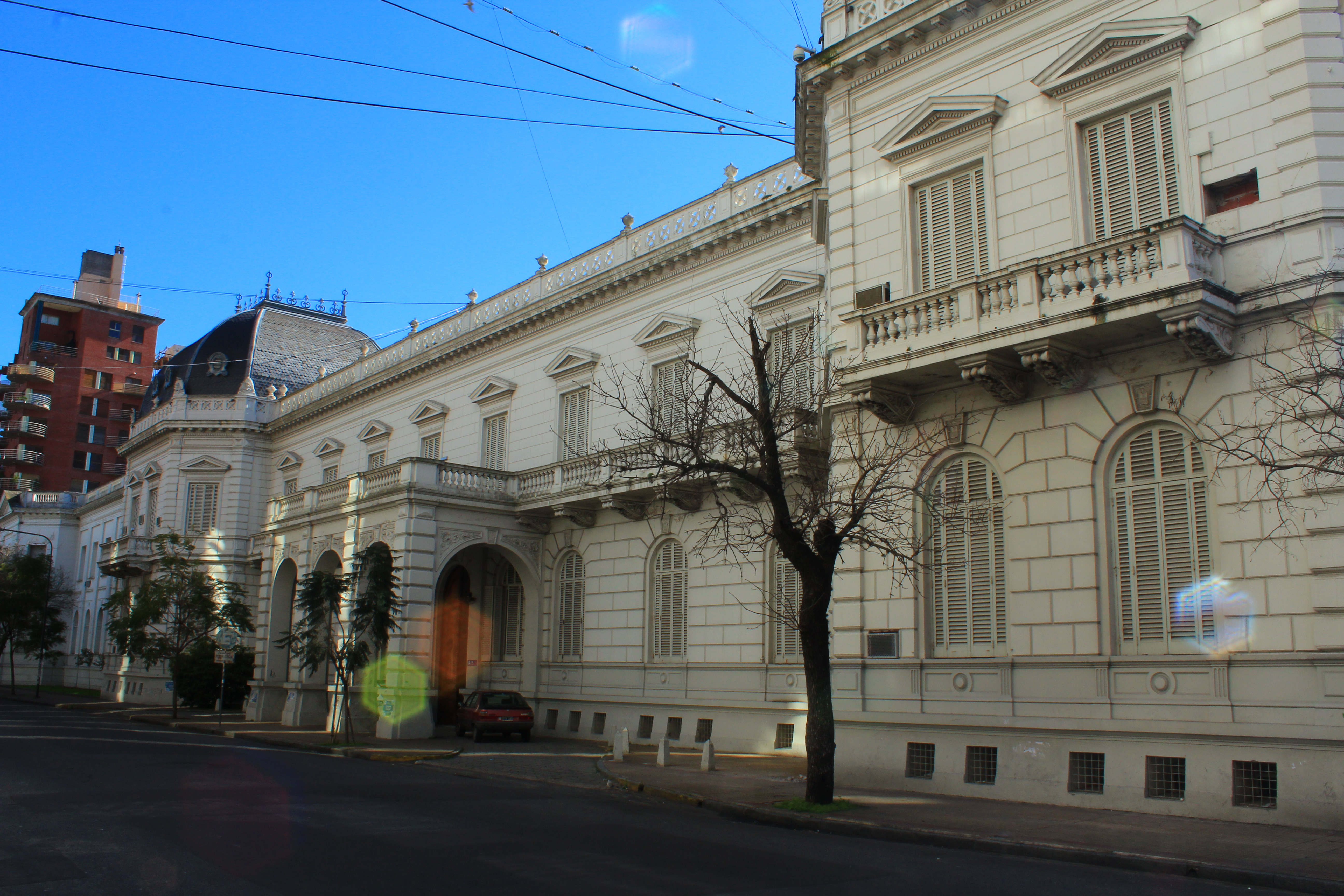
Fachada lateral sobre la calle 48.

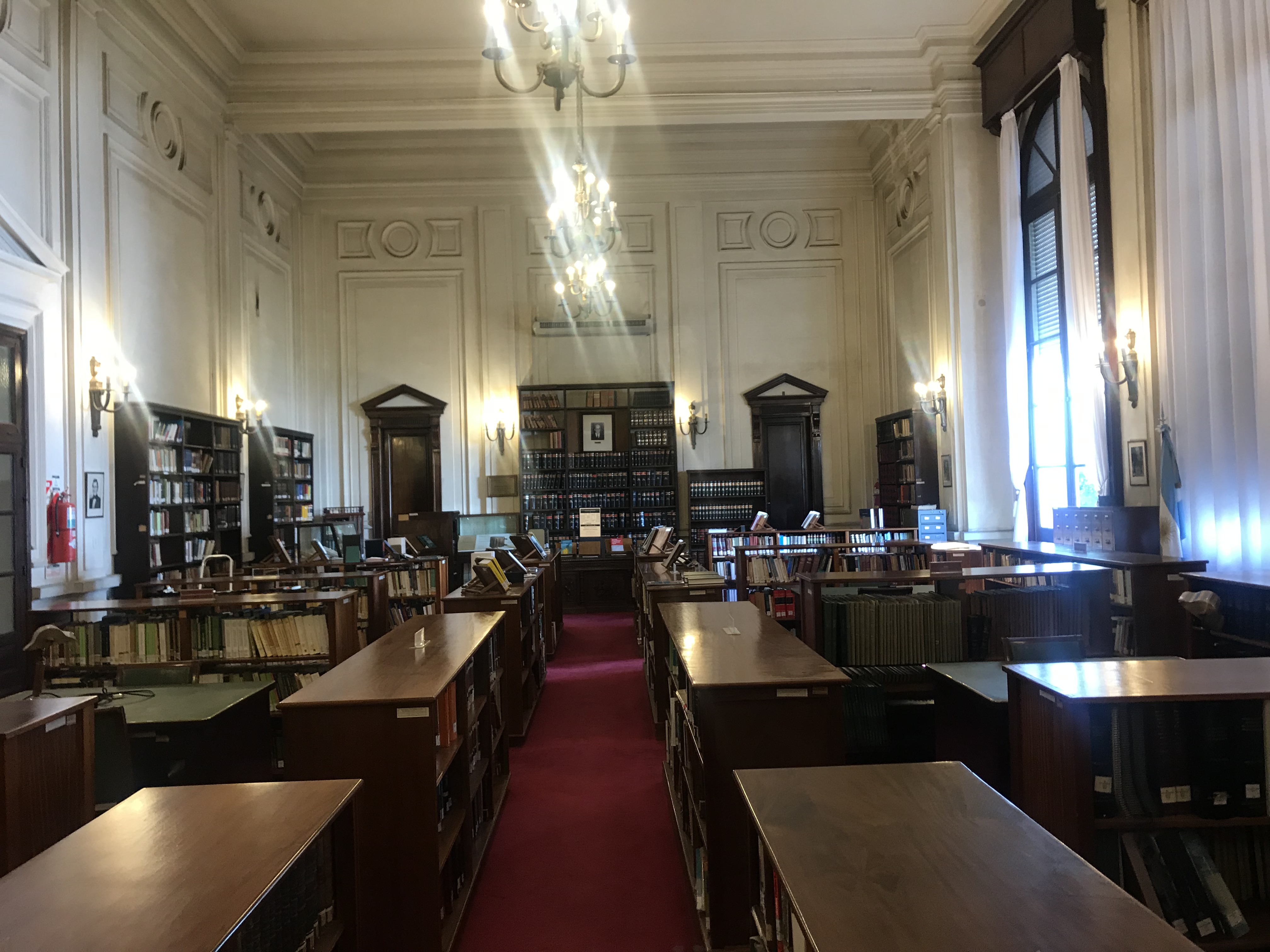
Biblioteca SCBA.

Sobre la Avenida 13 se ubica la fachada principal, destacándose un sector central con una escalinata de acceso. Remata en un frontis, en el que se inscribe el escudo de la provincia y una escultura de la Justicia. Sobre la calle 48, también existe una antigua entrada de carruajes cubierta. Siguiendo el eje de la entrada principal, se llega a un hall que posee un tratamiento decorativo elaborado, que contrasta con las galerías y dependencias que lo rodean, más sobrias y severas.
A través de una escalera monumental de tres tramos, desarrollada bajo una lucarna de vidrio esmerilado con diseños geométricos en guardas, se accede al primer piso. En esta planta, se encuentran las Salas más desarrolladas en su decoración: Acuerdos de Verano, de Juramentos y de Acuerdos de Invierno.
En el primer piso, en el sector central, se destaca un sector que originariamente fue Sala de Juicios Orales de la Cámara del Crimen y en la actualidad es la sala de lecturas de la Biblioteca Central de la Suprema Corte.